# Sécurité du patient

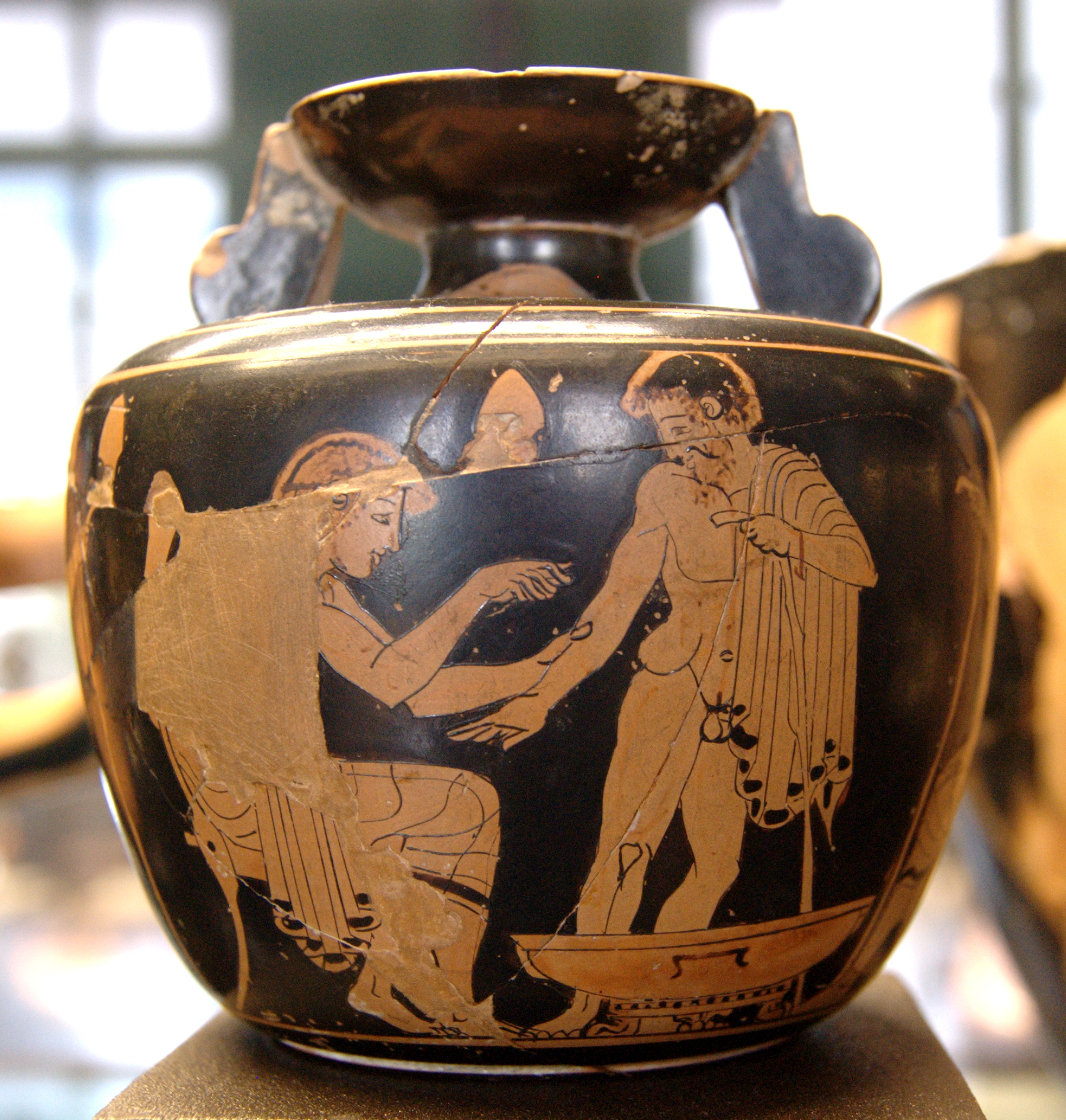
Le soin du patient.

La sécurité du patient est une démarche qui vise à éviter à un usager toute atteinte évitable liée aux soins qui lui sont prodigués. Elle est très étroitement liée à la notion de qualité des soins qui est définie par l'OMS comme « une démarche qui doit permettre de garantir à chaque patient l’assortiment d’actes diagnostiques et thérapeutiques lui assurant le meilleur résultat en matière de santé, conformément à l’état actuel de la science médicale, au meilleur coût pour le même résultat, au moindre risque iatrogénique et au accident médical, pour sa plus grande satisfaction quant aux procédures, résultats, contacts humains à l’intérieur du système de soins ».  
Les professionnels de santé doivent savoir évaluer le rapport bénéfice/risque de chaque acte au regard de la gravité de la maladie afin d'offrir au patient la plus grande sécurité possible au cours de son parcours de santé, selon l'adage : « primum non nocere ».
Les usagers et leur entourage ont également un rôle actif à jouer : le patient doit être co-acteur de sa sécurité.
L'importance de cette démarche justifie la création en 2019 par l'OMS de la journée mondiale de la sécurité des patients, célébrée le 17 septembre.

## Définition
La sécurité des patients s’inscrit dans la démarche d’amélioration de la qualité et de la sécurité des soins. Elle se définit comme l’ensemble des mesures prises par les autorités publiques, les établissements de soins et les professionnels de santé, visant à réduire l’exposition des patients aux évènements indésirables associés aux soins (EIAS). La démarche associe activement les patients.
Juridiquement, la sécurité des patients désigne le fait, pour un patient, de ne pas subir un préjudice inutile ou potentiel associé aux soins de santé.
Un évènement indésirable associé aux soins (EIAS) est un évènement inattendu qui aurait pu entrainer ou a entrainé une atteinte pour le patient. Ces EIAS incluent notamment les erreurs médicamenteuses, les infections associées aux soins (IAS) ou infections nosocomiales (infections acquises à l’hôpital ou en clinique) ou les erreurs de côté en chirurgie. Ils augmentent la mortalité, sont causes de complications, d’allongement de la durée d’hospitalisation ainsi que de hausse des coûts des soins.
Classés par ordre de gravité, les EIAS s’échelonnent de l’évènement porteur de risque (EPR ou near-miss ou « presqu’accident ») sans conséquence pour le patient s'il est détecté et récupéré à temps, à l’évènement indésirable grave (EIG) qui inclut les complications graves mettant en jeu le pronostic vital, la perte permanente d'une fonction qui ne résulte pas de l'évolution naturelle de la maladie ainsi qu’un décès inattendu.
L’analyse approfondie (dite systémique) des EIAS vise à comprendre comment ils surviennent. Elle recherche tous les éléments organisationnels, techniques et humains en cause, comme, une insuffisance de communication au sein de l’équipe soignante ou avec le patient, un dysfonctionnement d’un équipement, une erreur humaine ou une insuffisance de formation d’un professionnel. Elle permet ainsi de dépasser la seule réflexion centrée sur un ou des individus. 
Cette analyse est une des quatre étapes d’une démarche de retour d’expérience qui cherche :
- d’abord à connaitre : c’est-à-dire à identifier, à collecter et à documenter les EIAS ;
- ensuite à comprendre : c’est donc le temps de l’analyse approfondie de l’EIAS ;
- puis à agir : par la mise en place d’un plan d’action suivi et évalué ;
- et enfin à partager : en communiquant et en partageant les enseignements retirés de l’analyse afin de permettre la progression des professionnels et de l’organisation.

Selon l'OMS, 134 millions de ces EIAS « se produisent chaque année à cause de soins à risque dans les hôpitaux des pays à revenu faible ou intermédiaire, entraînant 2,6 millions de décès par an ». « 4 patients sur 10 subissent des préjudices dans les structures de soins de santé primaires ou ambulatoires; jusqu’à 80% de ces cas peuvent être évités ».

## Épidémiologie en Europe et en France
Au niveau européen, on estime qu’entre 8 à 12 % des patients hospitalisés sont victimes d'événements indésirables. Le Centre européen de prévention et de contrôle des maladies (ECDC) évalue à un patient hospitalisé sur vingt, soit 4,1 millions de patients par an en moyenne, le nombre de patients affectés par les infections associées aux soins (IAS) et estime qu'elles provoquent 37,000 décès annuels[réf. souhaitée].
En France, des enquêtes publiques nationales évaluent la fréquence des Événements Indésirables Graves (EIG) survenus en cours d’hospitalisation à 6.2 EIG pour 1 000 jours d’hospitalisation, soit entre 275 000 à 395 000 par an.
La dernière enquête nationale de prévalence des infections nosocomiales et des traitements anti-infectieux a inclus 1 938 établissements de santé et 300,330 patients. Parmi eux, 15 180 (5,1 %) avaient contracté une ou plusieurs infections nosocomiales en cours.

## Actions européennes
La recommandation du Conseil de l'Union européenne relative à la sécurité du patient adoptée le 9 juin 2009, suggère aux États membres :
- de développer des politiques et des programmes nationaux de sécurité des patients, d'autonomiser et d'informer les citoyens et les patients ;
- d’instaurer ou de renforcer les systèmes de signalement des événements indésirables capables de tirer des enseignements des défaillances et ne revêtant aucun caractère punitif ;
- de promouvoir l'éducation et la formation du personnel de santé en matière de sécurité des patients ;
- de classifier et mesurer la sécurité des patients au niveau européen ;
- de partager les connaissances, l'expérience et les meilleures pratiques au niveau européen et dans le monde.

La Commission Européenne en a dressé le bilan en 2012. Elle coordonne et cofinance deux initiatives : European Network for Patient Safety (EUNetPaS) (2008-2011) et l’action conjointe Patient Safety and Quality of Care (PaSQ) (2012- 2015).

## France: le Programme national de sécurité du patient (PNSP)
Conduit par le ministère chargé de la Santé en collaboration avec la Haute Autorité de santé (HAS), le PNSP touche à l’ensemble des dimensions qui affecte la sécurité de la prise en charge des patients. Il cherche à améliorer la culture de sécurité, la formation, la communication et la déclaration des évènements indésirables associés aux soins autour de quatre axes :
- informer le patient en vue de l’impliquer et d’en faire un co-acteur de sa sécurité ;
- favoriser la déclaration et prise en compte des EIAS ;
- former les professionnels à la culture de sécurité et soutenir les acteurs de santé en matière de sécurité des soins ;
- développer la recherche sur la sécurité des soins et la sécurité du patient dans les essais cliniques.

Il constitue un socle à disposition des Agences régionales de santé, des établissements et des professionnels de santé pour améliorer la sécurité des patients. 
La semaine de la sécurité des patients est une manifestation annuelle de sensibilisation organisée par le ministère chargé de la Santé, pour mobiliser les professionnels de santé et les usagers.

## plan d’action mondial pour la sécurité des patients 2021-2030
Le Plan d’action mondial pour la sécurité des patients 2021-2030 fournit un cadre d’action permettant aux principales parties prenantes d’unir leurs efforts et de mettre en œuvre des initiatives en faveur de la sécurité des patients de manière globale. L’objectif est de « parvenir à réduire au maximum les préjudices évitables dus à des soins à risque partout dans le monde », sur la base d’une vision « d’un monde dans lequel personne ne subit de préjudice dans le cadre des soins de santé et où chaque patient reçoit des soins sans danger et respectueux de sa personne, à tout moment et en tout lieu ».

## Outils, guide et démarches
Le Programme national de sécurité du patient s’appuie sur des démarches et outils portés par la Haute Autorité de santé :
- l’information du patient et son implication : l’objectif est de renforcer l’information du patient préalablement aux soins et au cours des soins en développant les échanges entre soignant et patient jusqu’à lui permettre d’être co-acteur de sa sécurité. La HAS édite des brochures d’information : Parler avec son médecin[20] et Parler avec son pharmacien[21]. Depuis novembre 2013, la Haute autorité de santé assure l’information publique sur la qualité et la sécurité des soins dans les hôpitaux et cliniques sur toute la France par le site public d’information Scope Santé[22] ;
- l’accréditation des médecins : ce dispositif volontaire de gestion des risques médicaux en établissement de santé est mis en œuvre par la Haute autorité de santé. L’accréditation concerne les médecins exerçant dans des spécialités à risques[23]. Les évènements indésirables associés aux soins (EIAS) survenant dans le périmètre de l’accréditation sont déclarés dans une base de données anonymisée gérée par la Haute Autorité de santé. Cette base constitue un outil de partage d’expérience et permet de tirer des enseignements des évènements porteurs de risque dits remarquables par leur caractère pédagogique ;
- des solutions pour la sécurité du patient (SSP) : celles-ci s’inscrivent dans une démarche continue d’amélioration des pratiques des soignants. Elles se fondent sur une méthode issue du consensus formalisé d’expert[24], en insistant sur les étapes de mise en œuvre de ces solutions et de leur évaluation. Une SSP suit un cycle continu à travers cinq étapes :
  - identifier les risques associés aux soins entraînant des effets indésirables pour les patients,
  - comprendre les causes profondes de ces situations à risques,
  - rechercher des solutions pour rendre les soins plus sûrs,
  - mettre en œuvre ces solutions,
  - évaluer les effets des solutions dans la pratique et corriger si nécessaire,
- le programme d’amélioration du travail en équipe (PACTE)[25] : ce programme expérimental mis en œuvre par la HAS a pour objectif de sécuriser la prise en charge du patient en améliorant le travail en équipe. Fondé sur l’expérience internationale, ce programme a vocation à être étendu à toute équipe de soins qui veut progresser vers une meilleure qualité des soins. Il est en lien avec les évolutions de la certification des établissements de santé et compte parmi les démarches reconnus comme valant Développement Professionnel Continu (DPC)[26] ;
- la certification des établissements de santé ;
- la check-list en chirurgie ;
- la simulation en santé[27] : une méthode rigoureuse et explicite fondée sur l’implication de professionnels du champ de la recommandation et de représentants de patients ou d’usagers, le recours à une phase de lecture externe, la transparence, l’indépendance d’élaboration et la prévention et la gestion des conflits d'intérêts.